# Batophila
Batophila  (лат.) — род жуков (Coleoptera) из подсемейства козявок (Galerucinae) в семействе листоедов (Chrysomelidae).

## Перечень видов
Некоторые виды рода:
- Batophila aerata (Marsham, 1802)
- Batophila dogueti Doeberl, 1994
- Batophila fallax Weise, 1888
- Batophila moesica Heikertinger, 1948
- Batophila olexai Král, 1964
- Batophila pyrenaea Allard, 1866
- Batophila rubi (Paykull, 1790) — Блошка малинная